# Татра T4
Татра T4 е модел четириосни трамваи, произвеждани в различни модификации в годините 1967 – 1986 от фирмата ČKD в Прага, Чехословакия. Самите трамваи са развитие на популярните Татра T3, но се произвеждат за системите с по-тесен строителен габарит в Източния Блок. В София този тип трамваи започва своята история през 2000 г. когато са доставени 2 броя T4D за пробна експлоатация от град Хале, Германия, впоследствие през 2001 г. в трамвайно депо „Красна Поляна“ са доставени още 16 броя, които се експлоатират редовно до края на 2010 г. предимно по линия 8, но поради липсата на адекватна поддръжка биват изведени от експлоатация.
През 2010 г. в трамвайно депо „Искър“ са доставени от Лайпциг, Германия 15 броя модернизирани мотриси T4D-М заедно с безмоторни ремаркета B4D-M за нуждите на линиите за нормално междурелсие 20 и 22.
През 2011 г. са доставени 20 бр. модернизирани мотриси T4D-C заедно ремаркета B4D-C от град Хале. Доставени са и 4 допълнителни мотриси за резервни части.

## Технически параметри
- Дължина: 14 m
- Широчина: 2,2 m
- Височина: 3,063 m
- Тегло на празна мотриса: ~20 t
- Максимален брой пътници: 97 (114 за T4D)
  - седящи: 20 (26 за T4D)
  - правостоящи: 77 (88 за T4D)
- Максимална мощност: 4 х 44 kW
- Напрежение: 600 V DC
- Максимална скорост: 55 – 65 km/h

## Разпространение
От 1967 до 1987 г. са произведени 2635 мотриси доставени в различни градове в Централна и Източна Европа.

### България
| Град  | Тип               | Година на доставяне | Брой мотриси                  | Инвентарни номера                     | Междурелсие    | Забележки                                                                                             |
| ----- | ----------------- | ------------------- | ----------------------------- | ------------------------------------- | -------------- | --- |
| София | T4D, T4DC и T4DM2 | 1999 – 2010         | 21 (T4D),23 (T4DC),16 (T4DM2) | 977 – 1030, 1131 – 1219 и 4030 – 4080 | 1000 и 1435 мм | Мотрисите са от град Хале и от град Лайпциг. Вече не са в движение и голяма част от тях са бракувани. |

### Естония
| Град  | Тип  | Година на доставяне | Брой мотриси | Инвентарни номера | Междурелсие | Забележки |
| ----- | ---- | ------------------- | ------------ | ----------------- | ----------- | --------- |
| Талин | T4SU | 1973 – 1979         | 60           | 250 – 309         | 1067 мм     |           |

### Хърватия
| Град   | Тип  | Година на доставяне | Брой мотриси | Инвентарни номера | Междурелсие | Забележки                             |
| ------ | ---- | ------------------- | ------------ | ----------------- | ----------- | ------------------------------------- |
| Загреб | T4YU | 1976 – 1983         | 95           | 401 – 494         | 1000 мм     | Не са открити други инвентарни номера |

### Латвия
| Град   | Тип  | Година на доставяне | Брой мотриси | Инвентарни номера | Междурелсие | Забележки |
| ------ | ---- | ------------------- | ------------ | ----------------- | ----------- | --------- |
| Лиепая | T4SU | 1976 – 1979         | 15           | 201 – 215         | 1000 мм     |           |

### Германия
| Град      | Тип | Година на доставяне | Брой мотриси | Инвентарни номера   | Междурелсие | Забележки                                              |
| --------- | --- | ------------------- | ------------ | ------------------- | ----------- | ------------------------------------------------------ |
| Дрезден   | T4D | 1967 – 1984         | 572          | 1855 1908 – 222 870 | 1435 мм     | Има интервали в инвентарните номера                    |
| Хале      | T4D | 1968 – 1986         | 323          | 901 – 1223          | 1000 мм     | В град София са били доставени мотриси тип T4D и T4DC. |
| Лайпциг   | T4D | 1968 – 1986         | 597          | 1601 – 2197         | 1435 мм     |                                                        |
| Магдебург | T4D | 1968 – 1986         | 274          | 1001 – 1274         | 1435 мм     |                                                        |
| Хановер   | T4D | 1968 – 1986         | 1            | 1008                | 1435 мм     | Музеен                                                 |

### Румъния
| Град    | Тип | Година на доставяне | Брой мотриси | Инвентарни номера | Междурелсие | Забележки                           |
| ------- | --- | ------------------- | ------------ | ----------------- | ----------- | ----------------------------------- |
| Арад    | T4R | 1974 – 1981         | 100          | 80 – 179          | 1000 мм     |                                     |
| Браила  | T4R | 1978                | 10           | 19 – 28           | 1435 мм     | Първоначално предназначени за Галац |
| Букурещ | T4R | 1973 – 1975         | 131          | 3301 – 3431       | 1435 мм     |                                     |
| Галац   | T4R | 1978                | 10           | 61 – 70           | 1435 мм     |                                     |
| Яш      | T4R | 1978 – 1981         | 70           | 201 – 270         | 1000 мм     |                                     |

### Русия
| Град        | Тип  | Година на доставяне | Брой мотриси | Инвентарни номера | Междурелсие | Забележки                 |
| ----------- | ---- | ------------------- | ------------ | ----------------- | ----------- | ------------------------- |
| Калининград | T4SU | 1971 – 1979         | 223          | 101 – 323         | 1000 мм     | Мотрисите са от град Хале |

### Сърбия
| Град    | Тип  | Година на доставяне | Брой мотриси | Инвентарни номера | Коментари |
| ------- | ---- | ------------------- | ------------ | ----------------- | --------- |
| Белград | T4YU | 1967 – 1972         | 22           | 1 – 20, 111, 112  |           |

### Украйна
| Град    | Тип  | Година на доставяне | Брой мотриси | Инвентарни номера | Коментари                       |
| ------- | ---- | ------------------- | ------------ | ----------------- | ------------------------------- |
| Виница  | T4SU | 1971 – 1979         | 42           | 106 – 147         |                                 |
| Лвов    | T4SU | 1972 – 1979         | 73           | 801 – 873         |                                 |
| Житомир | T4SU | 1977 – 1979         | 18           |                   | Не са открити инвентарни номера |

Забележка: Това е резюме на нови мотриси, доставени директно от производителя.